# Gamma Cephei
Gamma Cephei (hoặc γ Cephei, viết tắt là Gamma Cep hay γ Cep) là một hệ sao đôi khoảng 45 năm ánh sáng đi trong chòm sao Tiên Vương. Chính (được Gamma Cephei A, chính thức đặt tên Errai /ɛˈreɪ.iː/, tên truyền thống của hệ thống) là một ngôi sao đẳng cấp K1 cam khổng lồ hoặc subgiant sao; nó có một người bạn đồng hành sao lùn đỏ (Gamma Cephei B). Ngoại hành tinh (được chỉ định là Gamma Cephei Ab, sau này được đặt tên là Tadmor) đã được xác nhận là quay quanh hành tinh chính.
Gamma Cephei là ngôi sao mắt thường sẽ kế nhiệm Polaris là sao cực bắc của Trái Đất, do tuế sai của các điểm phân. Nó sẽ gần với cực bắc thiên thể hơn Polaris vào khoảng 3000 CN và sẽ tiến gần nhất vào khoảng 4000 CN. 'Danh hiệu' sẽ được chuyển cho Iota Cephei vào khoảng năm 5200 CN.

## Hệ hành tinh
Một hành tinh quay quanh Gamma Cephei A với chu kỳ 2,7 năm được phát hiện vào năm 1988. Sự tồn tại của nó cũng được công bố vào năm 1989. Đây là hành tinh ngoài Hệ Mặt Trời đầu tiên được xác nhận và khám phá bề ngoài của nó dựa trên cùng một kỹ thuật vận tốc xuyên tâm sau đó được người khác sử dụng thành công. Tuy nhiên, tuyên bố này đã bị thách thức vào năm 1992 bởi một bài báo ủng hộ sự biến thiên K-khổng lồ với chu kỳ bằng chu kỳ quay của sao, nhưng vào năm 2002, sự tồn tại của một hành tinh có chu kỳ quỹ đạo khoảng 2,5 năm đã được xác nhận.
| Thiên thể đồng hành (thứ tự từ ngôi sao ra) | Khối lượng  | Bán trục lớn (AU) | Chu kỳ quỹ đạo (ngày) | Độ lệch tâm | Độ nghiêng | Bán kính |
| ------------------------------------------- | ----------- | ----------------- | --------------------- | ----------- | ---------- | -------- |
| b (Tadmor)                                  | ≥185±016 MJ | 205±006           | 9033±15               | 0049±0034   | —          | —        |